# Magalhães Bastos
Magalhães Bastos è un quartiere (bairro) della Zona Ovest della città di Rio de Janeiro in Brasile.

## Amministrazione
Magalhães Bastos fu istituito come bairro a sé stante il 23 luglio 1981 come parte della Regione Amministrativa XXXIII - Realengo del municipio di Rio de Janeiro.